# Horsfieldia punctatifolia
Horsfieldia punctatifolia är en tvåhjärtbladig växtart som beskrevs av James Sinclair. Horsfieldia punctatifolia ingår i släktet Horsfieldia och familjen Myristicaceae. Inga underarter finns listade i Catalogue of Life.